# ホッジー
ホッジー (英: Hodgy、本名: Gerard Damien Long、1990年11月9日 - ) は、アメリカ合衆国カリフォルニア州ロサンゼルス出身のラッパー、ソングライター、音楽プロデューサーである。
以前はホッジー・ビーツ (Hodgy Beats）の名で活動していた。タイラー・ザ・クリエイター率いるヒップホップグループOdd Futureのメンバー。レフト・ブレインと共にMellowHypeやMellowHighとしても活動していた。2018年からは音楽プロデューサーのAlvin RiskとHAを結成し活動している。

## 略歴

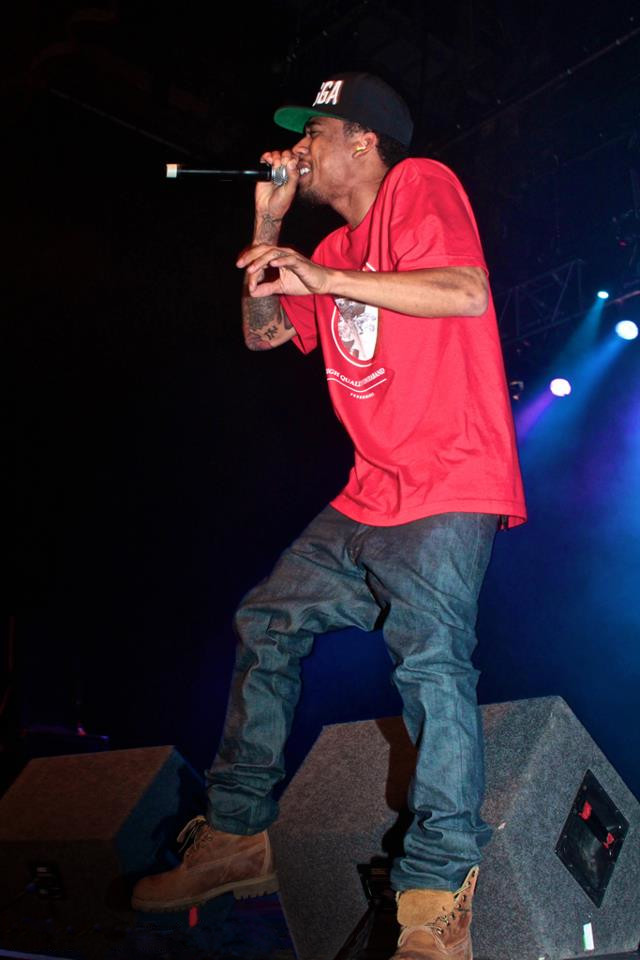
ステージに立つHodgy（2012年）

2007年、ホッジーは、タイラー・ザ・クリエイター、レフト・ブレイン、The Super 3、Casey Veggiesと共にOdd Futureのオリジナルメンバーとして活動を開始する。レフト・ブレインとはデュオMellowHypeのメンバーとして、『YelloWhite』『BlackenedWhite』『Numbers』『INSA』の4枚のアルバムをリリースした。
Hodgyはタイラー、ザ・クリエイターの『Bastard』『Goblin』『Wolf』、アール・スウェットシャツの『Earl』、ドモ・ジェネシスの『Rolling Papers』、Trash Talkの『119』など様々なアルバムにフィーチャリングされている。
Hodgyはこれまでに5枚のソロ・ミックステープ『The Dena Tape』『Untitled EP』『Untitled 2 EP』『Dena Tape 2』『They Watchin' LoFi Series 1』をリリースしている。
2013年10月31日、MellowHigh（Left Brain、Hodgy Beats、Domo Genesis）は、デビューアルバム『MellowHigh』をOdd Future Recordsからリリースした。Billboard 200で初登場89位を記録した。
2016年12月9日、ソロデビューアルバム『Fireplace. TheNotTheOtherSide』をリリースした。

## 人物
ホッジーこと、ジェラルド・ロングはニュージャージー州トレントンで生まれ育った。ホッジーはジャマイカ系アメリカ人、フィジー人、フィリピン人の血を引いている。9歳の時、母親の再婚を機に妹とカリフォルニアに引っ越し、カリフォルニア州パサデナのパサデナ高校に通った。

### 家族
2011年8月1日、長年の彼女であったコートニー・ブラウンとの間に息子が誕生し、トレントン・ジェラルド・ロングと名付けられた。この名付け親はレフト・ブレインである。

## ディスコグラフィ
スタジオ・アルバム
- Fireplace: TheNotTheOtherSide (2016年)

コラボレーティヴ・アルバム
- BlackenedWhite (with Left Brain, MellowHype名義) (2011年)
- The OF Tape Vol. 2 (with Odd Future) (2012年)
- Numbers (with Left Brain, MellowHype名義) (2012年)
- MellowHigh (with Left Brain & Domo Genesis, MellowHigh名義) (2013年)
- Rachel Green (with Ruben Young) (2018年)